# 228893 Gerevich
228893 Gerevich è un asteroide della fascia principale. Scoperto nel 2003, presenta un'orbita caratterizzata da un semiasse maggiore pari a 2,8041967 UA e da un'eccentricità di 0,1012603, inclinata di 4,86436° rispetto all'eclittica.